# Sargedas
Crispiniano Pantaleão da Cunha Sargedas, mais conhecido por Sargedas (Lisboa, 27 de julho de 1813 — Lisboa, 12 de novembro de 1865), foi um ator português do século XIX.

## Biografia
Nasceu a 27 de julho de 1813, em Lisboa, na Rua Nova da Princesa, freguesia de São Nicolau, filho de Manuel António Sargedas, natural de Mora e de sua esposa, Gertrudes Patrícia da Cunha, natural de Lisboa, da mesma freguesia. O pai, negociante de cabedal e mestre no ofício de sapateiro, fez a promessa de colocar o nome de um dos santos padroeiros do mester dos sapateiros, São Crispiniano, ao seu próximo filho, assim que fosse eleito juiz. E, eleito juiz em finais de 1812, assim o fez. Como, no dia do nascimento do pequeno, a folhinha de reza desse dia rezava a São Pantaleão, colocou-lhe o segundo nome em homenagem a esse santo.

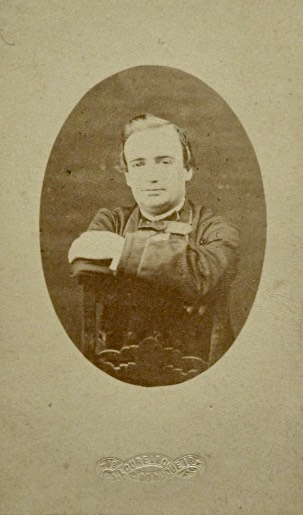
Retrato do ator Sargedas (Biblioteca-Arquivo do Teatro Nacional D. Maria II).

Durante a infância era fraco de saúde e por esse motivo não foi enviado para a escola, aprendendo a ler quase sozinho, até quem em 1819 o pai resolveu mandá-lo cursar as primeiras letras. Tinha já uma grande paixão pelo teatro, que não podia satisfazer porque os pais não o consentiam, conseguia porém, ir a casa da sua avó materna, Paula Teresa Rosa, de cuja casa o marido de uma das suas tias o levava a um teatro cirecense, o Teatro Dom Gastão. Um dos incidentes curiosos da história da sua juventude é uma viagem que fez ao Alentejo, sozinho, tendo apenas 7 ou 8 anos de idade. Os pais não o deixaram ir a Moura com uns parentes do Alentejo que tinham vindo a Lisboa, e, decidido a contrariar a sua vontade, conseguiu esconder-se num barco e partir, aparecendo em Moura onde os parentes ficaram espantados com semelhante prova de resolução e audácia da parte de uma criança tão pequena. Ficando naquela localidade, começou a revelar o seu gosto pela representação, entretendo as visitas da casa, recitando cenas que decorava e cantando canções da moda. Regressou a Lisboa em 1822 por estar doente e o pai querer que o filho voltasse.
Em 1823 começou a aprender Latim na aula dos Congregados, mas, sabendo que seus pais o destinavam ao sacerdócio, reagiu contra isso. Entrou então na aula de Desenho da Academia de Belas Artes de Lisboa, onde foi discípulo do lente Faustino José Rodrigues e do arquiteto Germano de Magalhães. Em 1827 foi porém suspenso devido a uma travessura que fez e, estando gravemente doente o seu pai, vendo o jovem Sargedas que precisava ganhar a vida fosse como fosse, porque tinha oito irmãos e estava sendo pesado aos custos da família, entrou como caixeiro da loja da viúva Mendes e C.ª, falecendo entretanto o seu pai. Em 1833 assentou praça no Batalhão móvel do comércio, em cujas fileiras fez a campanha de defesa das linhas de Lisboa, durante a Guerra Civil. Terminada a guerra quis regressar para a casa dos seus antigos patrões, no entanto, encontra o seu lugar já ocupado e, vendo-se desempregado, fez o que pôde para angariar a sua subsistência, pintou casas, tirava cópias, fazia escriturações, fez as contas de um alfaiate, chegando a ser guarda-livros de uma casa comercial, mas a paixão do teatro não o largou.

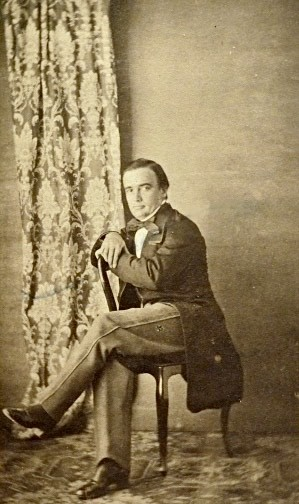
Retrato do ator Sargedas (Biblioteca-Arquivo do Teatro Nacional D. Maria II).

Tendo Emílio Doux anunciado que dava lições de Declamação, Sargedas matriculou-se nas suas aulas com tal aproveitamente que, em maio de 1837, estreava-se no Teatro da Rua dos Condes, na comédia O Anniversario, obtendo o mais lisonjeiro êxito e alcançando em breve fama de ator distinto em alguns dos papéis mais brilhantes do seu repertório, nomeadamente em Pai da actriz, Duas Educandas, Profecias do Bandarra, Gaiato de Lisboa, Retrato vivo, Um marido zeloso, As mães arrependidas, Os caturras, Manuel Pedro milionário, etc. O ordenado porém era muito pequeno e para sobreviver, trabalhava no ofício de alfaiate.

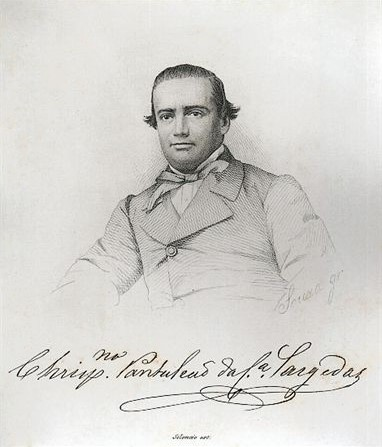
Gravura do ator Sargedas em papel china (Museu Nacional de Arte Contemporânea do Chiado, Joaquim Pedro de Sousa, 1859).

O célebre Almeida Garrett tinha a maior simpatia e amizade por Sargedas, a ponto de lhe ler as suas peças e ouvi-lo com toda a atenção e, inclusive, aproveitou muito as histórias do seu pai sapateiro, que Sargedas lhe contava, para a sua obra dramática Profecias do Bandarra. Quando se constituiu a sociedade artística do Teatro da Rua dos Condes, Sargedas foi eleito secretário da direção, o que demonstra a consideração em que era tido. Entregue mais tarde o recém construído Teatro Nacional D. Maria II a essa sociedade, foi Sargedas classificado a 19 de fevereiro de 1846 como "Primeiro Actor Cómico Absoluto", recebendo um fabuloso ordenado de noventa mil réis mensais. Durou pouco essa situação tendo rebentado a Revolução da Maria da Fonte, o fecho dos teatros fez Sargedas ganhar a vida trabalhando nas Províncias em companhias ambulantes, às quais só ele dava prestígio. Esteve nestas circunstâncias durante sete anos, representando no Alentejo ou em Lisboa, no Teatro Gymnasio, tendo tido em Évora um dos seus maiores êxitos. A 6 de outubro de 1853 foi finalmente readmitido em D. Maria, como societário de primeira classe. Ali brilhava nos seus papéis antigos, como no "corcunda" de Roubo, no "gaiato" de Gamin de Paris ou no "Inglês" de Retrato vivo, onde era inimitável, conquistando muitos aplausos. Conservou-se neste teatro até ao fim da sua carreira, fazendo poucos papéis novos, em consequência da falta de memória que o acometeu, que o inibia de estudar novos personagens. Júlio César Machado escreveu a sua biografia em 1859.
Tinha uma naturalidade e uma simplicidade verdadeiramente surpreendentes e parecia impossível como ele, com meios tão singelos, podia fazer, como fazia, a plateia rir desalmadamente. O seu irmão, Joaquim Vital da Cunha Sargedas, conhecido por Padre Sargedas, que fora também ator e representara com êxito no Teatro Gymnasio, deixou a representação para seguir o caminho religioso, ganhando fama de bom pregador.
Sargedas foi casado com Joana Carlota Frazão de Andrade e Silva, tendo filhos, dos quais se destacou Eduardo Primo da Cunha Sargedas, que foi Major de Infantaria, professor e Cavaleiro da Ordem de Aviz.
As fontes diferem quanto à data do seu falecimento, referindo algumas que ocorreu em 1866 e outras em 1865. Apenas convergem no facto de que morreu repentinamente numa Loja Maçónica, ou na Rua do Ouro, ou na Carreirinha do Socorro, depois Rua Fernandes da Fonseca. A Revista Teatral de 1896 refere, no entanto, que sofreu uma apoplexia no dia 11 de novembro de 1865, tendo falecido no dia seguinte, pela 1 hora e um quarto da madrugada de 12 de novembro, aos 52 anos de idade, no Hospital de São José, motivo que explica a ausência do seu assento de óbito nalguma paróquia da capital.

Encontra-se sepultado no Jazigo dos Artistas Dramáticos, no Cemitério dos Prazeres, em Lisboa.